# ロンコフレッド
ロンコフレッド（伊: Roncofreddo）は、イタリア共和国エミリア＝ロマーニャ州フォルリ＝チェゼーナ県にある、人口約3,400人の基礎自治体（コムーネ）。

## 地理

### 位置・広がり

#### 隣接コムーネ
隣接するコムーネは以下の通り。
- ボルギ
- チェゼーナ
- ロンジャーノ
- メルカート・サラチェーノ
- モンティアーノ
- ソリアーノ・アル・ルビコーネ

### 気候分類・地震分類
ロンコフレッドにおけるイタリアの気候分類 (it) および度日は、zona E, 2558 GGである。
また、イタリアの地震リスク階級 (it) では、zona 2 (sismicità media) に分類される。

## 行政

### 分離集落
ロンコフレッドには以下の分離集落（フラツィオーネ）がある。
- Ardiano, Cento, Ciola Araldi, Diolaguardia, Felloniche, Gualdo, Monteaguzzo, Montecodruzzo, Montedelleforche, Monteleone, Musano, Oriola, Santa Paola, Sorrivoli, Villa Venti